# Wolnica (Rosja)
Wolnica (ros. Вольница) – chutor w Rosji, w obwodzie samarskim, w rejonie siergijewskim. W 2010 liczyła 64 mieszkańców.